# ギュンター・ヴィクトル (シュヴァルツブルク＝ルードルシュタット侯)
ギュンター・ヴィクトル・フォン・シュヴァルツブルク＝ルードルシュタット（Günther Victor von Schwarzburg-Rudolstadt, 1852年8月21日 - 1925年4月16日）は、ドイツ帝国の領邦君主で、シュヴァルツブルク＝ルードルシュタット侯（在位：1890年 - 1918年）。1909年からはシュヴァルツブルク＝ゾンダースハウゼン侯も兼ねた。1918年11月のドイツ革命で廃位された。

## 生涯
ギュンター・ヴィクトルは、シュヴァルツブルク＝ルードルシュタット侯子アドルフ（1801年 - 1875年）と、マティルデ・フォン・シェーンブルク＝ヴァルデンブルク（1826年 - 1914年）の間にルードルシュタットで生まれた。シュヴァルツブルク＝ルードルシュタット家としては傍系の出であったが、家全体として他に男子がなかったことからシュヴァルツブルク＝ルードルシュタット侯嗣子となった。1863年から1868年まで宮廷付牧師パウル・レオの個人教授を受けた後、ドレスデンのフィッツトゥム・ギムナジウムに通った。1868年からは軍歴を積むため訓練を受けた。また、見聞を深めるためベルギー、フランス、イギリスに遊学した。 
1870年に普仏戦争が勃発するとギムナジウム退学を余儀なくされ、1870年8月5日にメクレンブルク軍の竜騎兵連隊に入隊し、1870年10月6日には中尉に昇進した。 1870年10月12日からは、1868年に姉マリーと結婚し義兄となったメクレンブルク＝シュヴェリーン大公フリードリヒ・フランツ2世に奉職した。ギュンター・ヴィクトルはトゥール、メス、ソワソン、パリの包囲戦に参加したほか、オルレアンの戦いやル・マンの戦いにも参加した。戦功に対して2級鉄十字と剣付2級シュヴァルツブルク十字章を授与された。 
1871年には兵役を退き、ライプツィヒで法学、政治学および美術史を学んだ。1874年2月から軍に復帰して槍騎兵第13「ハノーファー第1」連隊（1. Hannoverschen Ulanen-Regiment Nr. 13）に入り、1884年6月には騎兵大尉・戦隊長に進級した。1889年8月12日には近衛胸甲騎兵連隊第2戦隊長に転属した。 

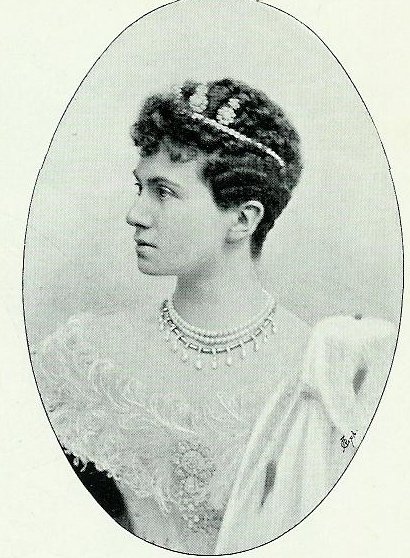
侯妃アンナ・ルイーゼ

1890年1月19日、従兄にあたるシュヴァルツブルク＝ルードルシュタット侯ゲオルク・アルベルトが亡くなると、翌日には侯位を継承した。シュヴァルツブルク＝ルードルシュタット侯国では1854年3月に憲法を制定し立憲君主国となっていたこともあって、ギュンター・ヴィクトルは国務を閣僚に任せて引きこもり、一般市民の前に姿を現すことはほとんどなかった。1890年11月にはザクセン＝アルテンブルク公女ルイーゼと婚約したが不仲となって1891年に婚約を解消し、同年のうちに従妹にあたるアンナ・ルイーゼ・フォン・シェーンブルク＝ヴァルデンブルクと婚約・結婚した。 
1909年3月28日にシュヴァルツブルク＝ゾンダースハウゼン侯カール・ギュンターが子女のないまま亡くなり、シュヴァルツブルク＝ソンダーハウゼン侯家は断絶してしまった。1713年の家法と1896年の相続契約に基づいて、ギュンター・ヴィクトルはシュヴァルツブルク家当主としてシュヴァルツブルク＝ゾンダースハウゼン侯家を継承した。シュヴァルツブルク＝ルードルシュタット侯国とシュヴァルツブルク＝ゾンダースハウゼン侯国はどちらも憲法を制定していたが、内容が相違するため統一することができず、同君連合にとどまった。ルードルシュタットとゾンダースハウゼンはそれぞれ連邦参議院に議席を持っており、ドイツ帝国の領邦としてそれぞれ別個の意見を述べていた。 
1918年11月のドイツ革命により、1918年11月22日に侯国議会で退位に伴う財産および権利に関する約定書を締結した。22,600ヘクタールの所領とルードルシュタットのコインコレクション、シュヴァルツブルク城の兵器庫の武器コレクションは、シュヴァルツブルク＝ルードルシュタット自由州の財産となった。一方、ギュンター・ヴィクトルには15万マルクの生涯年金の他、シュヴァルツブルク城、ラーツフェルト狩猟館およびハイデクスブルク城の部屋の使用権、さらにはシュヴァルツブルクの森での狩猟権とシュヴァルツァ川での漁業権が認められた。ギュンター・ヴィクトルは、1918年11月23日にシュヴァルツブルク＝ルードルシュタット、11月25日にシュヴァルツブルク＝ゾンダースハウゼンの侯位から退いた。 
ギュンター・ヴィクトルは1925年4月16日にゾンダースハウゼンで亡くなった。アンナ・ルイーゼとの間には子がなかったため、シュヴァルツブルク家の家督は3代前のシュヴァルツブルク＝ルードルシュタット侯でギュンター・ヴィクトルの叔父にあたるフリードリヒ・ギュンターの息子、ジッツォ・フォン・ロイテンベルクに継承された。 

## パーソナリティ
ギュンター・ヴィクトルは、教養ある芸術家肌の人であり、また人見知りで拘りの強い人物であったとされる。幼少期には健康状態が不安定で、何度か長期間の温泉療養に出向いている。また、てんかん発作に苦しんでいたとも言われている。建築に興味を持ち、絵画も嗜んだが、才能には恵まれなかった。アンナ・ルイーゼの許には、多くの裸体画や肖像画、自然画の他、習作と思われるスケッチや似顔絵が残されていた。